# RK Orkan Dugi Rat
Rukometni klub Orkan (RK Orkan; Orkan; Orkan Dugi Rat) je ženski rukometni klub iz Dugog Rata, Splitsko-dalmatinska županija. U sezoni 2018./19. klub se natječe u 2. HRL za žene - Jug. 

## O klubu
Ženski rukometni klub je pod imenom "Partizan" oformljen 1959. godine pri istoimenom muškom rukometnom klubu "Partizan" (osnovan 1954., službeno registriran 1956.), te se uključuje u ligaška natjecanja. 1980. godine muški i ženski klub dobivaju ime "Orkan". 1996. godine se klubovi organizacijski razilaze, a ženski klub nastavlja djelovati kao "Orkan". 
Do raspada SFRJ, "Partizan", odnosno "Orkan" se uglavnom natjecao u Dalmatinskoj rukometnoj ligi, odnosno Hrvatskoj regionalnoj ligi - Jug. Po osamostaljenju Hrvatske klub se 1990.-ih natječe u 1. B ligi - Jug, a od sezone 1999./2000. pretežno u 2. HRL - Jug. 
U Dugom Ratu me postoji športska dvorana, te je klub ranije za utakmice, a dalje i za treninge koriati asfaltno (ranije betonsko) igralište "Streljana", a obavezom igranja u dvorani, domaće utakmice igraju u Splitu, Solinu, Omišu i drugim mjestima sa športskom dvoranom.

## Unutrašnje poveznice
- Dugi Rat
- RK Hrvatski dragovoljac Dugi Rat

## Vanjske poveznice
- rkorkan.com - službene stranice  Arhivirana inačica izvorne stranice od 30. rujna 2018. (Wayback Machine)
- RK "Orkan" Dugi Rat, facebook stranica
- furkisport.hr/hrs, RK ORKAN, rezultati po sezonama
- sportilus.com, Rukometni klub Orkan Dugi Rat